# Boeing WC-135 Constant Phoenix
Il Boeing WC-135 Constant Phoenix è un aereo per compiti speciali derivato dal C-135 Stratolifter ed utilizzato dalla United States Air Force. La sua missione consiste nel raccogliere campioni di atmosfera per individuare esplosioni nucleari.

## Storia

### Sviluppo
Il generale Dwight D. Eisenhower commissionò il programma Constant Phoenix il 16 settembre 1947, quando assegnò all'USAF la responsabilità di scoprire esplosioni nucleari in tutto il mondo. Nel settembre 1949 un WB-29 (un B-29 Superfortress opportunamente modificato) volò dall'Alaska al Giappone, scoprendo così il primo test atomico sovietico.
All'inizio dell'agosto 1950 i WB-50 furono convertiti, per un periodo di due anni, in velivoli da campionamento d'aria; essi furono poi sostituiti dai WC-135 nel dicembre 1965.
Vi furono diversi allestimenti del velivolo e tutti chiamati "Costant Phoenix"; nel dettaglio ci sono stati 10 WC-135B ottenuti per conversione di C-135B, un WC-135C allestito modificando un EC-135C "Looking Glass", un WC-135W realizzato con la trasformazione di un KC-135R. Gli ultimi ad essere ordinati, nel 2018, sono stati tre WC-135R realizzati con la trasformazione di altrettanti KC-135R, con il primo esemplare consegnato l'11 luglio 2022.
Ad oggi le missioni di campionamento aria sono in supporto del Limited Nuclear Test Ban Treaty (1963), che proibisce ad ogni nazione test nucleari sopra la terra. Il 45th Reconnaissance Squadron ad Offutt AFB (Nebraska), lavora con l'AFTAC per verificare se sono avvenuti test illegali. I WC-135C e i WC-135W sono ad oggi gli unici velivoli che conducono operazioni di campionamento dell'aria.

### Impiego operativo
I velivoli WC-135C e WC-135W Constant Phoenix da raccolta atmosferica devono individuare gas e particolati da zone accessibili dell'atmosfera in supporto al Partial Test Ban Treaty del 1963.
Missioni di campionamento dell'aria sono state eseguite sopra l'Estremo Oriente, l'Oceano Indiano, il Golfo del Bengala, il Mar Mediterraneo, le regioni polari e sopra le coste del Sudamerica e dell'Africa.

#### Incidente Vela
Un WC-135B volò 25 volte nel 1979 per cercare di accertare se il doppio lampo visto da un satellite Vela fosse un test nucleare, ma il risultato fu senza conclusioni.

#### Černobyl'
Il Constant Phoenix fu utilizzato nel 1986 per misurare le radiazioni del disastro di Černobyl'.

#### Pakistan ed India
Il Constant Phoenix fu utilizzato per ottenere informazioni sui test nucleari condotti da Pakistan e India nel 1998.

#### Corea del Nord
Nell'ottobre 2002, il WC-135W volò alla Kadena Air Base di Okinawa. L'aereo era equipaggiato con misuratori di radioattività. Il velivolo doveva individuare possibili test nucleari effettuati dalla Corea del Nord. Con l'avanzare della crisi nucleare nordcoreana, l'aereo spia americano cominciò le attività intorno all'isola giapponese di Okinawa. Il WC-135W tornò alla base il 4 febbraio 2003.
Venerdì 6 ottobre 2006 l'agenzia giapponese Kyodo News riportò il fatto che un aereo militare americano, equipaggiato per scoprire radiazioni, era decollato dal sud del Giappone. Si credeva che le forze americane si preparassero a monitorare i test nucleari nordcoreani.
Lunedì 9 ottobre 2006, l'agenzia ufficiale nordcoreana KCNA riporta che la nazione ha eseguito con successo un test nucleare sotterraneo.
Il 13 ottobre 2006 la CNN riportò il fatto che, secondo fonti del congresso americano, un WC-135 fosse decollato per effettuare analisi dell'aria volte a scoprire test nucleari nordcoreani. Il ministro della difesa nordcoreano disse alla CNN che gli USA avevano trovato la radioattività.

#### Guerra in Ucraina
Il 29 marzo 2022 un WC-135W decollato dalla base RAF Mildenhall, Regno Unito, ha effettuato una missione di sorveglianza a seguito dell'invasione dell'Ucraina da parte dell'esercito russo ed alle conseguenti tensioni politico-militari.

## Descrizione tecnica

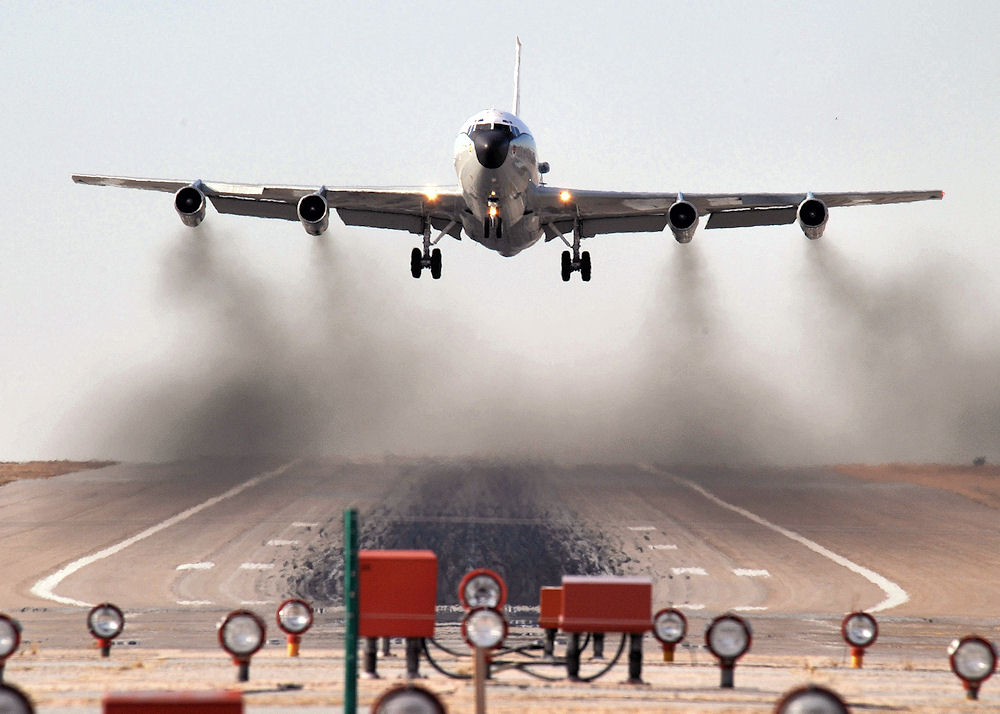
Un WC-135W Constant Phoenix mentre esegue un touch and go sulla pista della Offutt Air Force Base, Nebraska.

Il WC-135W (numero di serie 61-2667) è un C-135B modificato. Il WC-135C (numero di serie 62-3582) è un EC-135C Looking Glass pesantemente modificato. Le modifiche del Constant Phoenix sono innanzitutto relative al sistema di raccolta dell'atmosfera, che consente all'equipaggio di trovare nuvole radioattive in tempo reale. L'aereo è equipaggiato con un sistema esterno per raccogliere i particolati su una carta speciale ed un compressore per inserire i campioni d'aria in sfere ad alta pressione.
L'interno offre posto per 33 persone, inclusi i membri dell'equipaggio nella cabina di pilotaggio e lo speciale equipaggiamento fornito dall'Air Force Technical Applications Center. Nelle missioni operative, l'equipaggio è ridotto al minimo, con solo pilota, navigatore ed operatore agli equipaggiamenti speciali, per ridurre l'esposizione alle radiazioni di personale altamente qualificato.
Il Constant Phoenix WC-135 è una piattaforma volante dell'Air Force Technical Applications Center (AFTAC), organismo che supporta l'identificazione delle esplosioni nucleari. Due Constant Phoenix, il WC-135W (numero di serie 61-2667) e il WC-135C (numero di serie 62-3582) sono ad oggi assegnati al 45th Reconnaissance Squadron, 55th Wing all'Offutt AFB. Questa missione fu condotta precedentemente dal WC-135W 61-2665, ritirato nel settembre 1996. Prima, dieci aerei da ricognizione meteorologica WC-135B volarono per supportare analisi meteorologiche, esplosioni nucleari ed altre ricerche scientifiche.

## Utilizzatori
Stati Uniti
- United States Air Force

10 WC-135B, 1 WC-135C, 1 WC-135W consegnati a partire dal 1965 con l'ultimo esemplare ritirato dal servizio il 16 novembre 2021. Ulteriori 3 WC-135R ordinati nel 2018, il primo dei quali è stato consegnato l'11 luglio 2022. Secondo esemplare consegnato il 11 maggio 2023. Terzo esemplare consegnato il 4 dicembre 2023.

## Velivoli comparabili
Stati Uniti
- Lockheed WC-130 Hercules